# Bythocaris leucopis
Bythocaris leucopis is een garnalensoort uit de familie van de Hippolytidae. De wetenschappelijke naam van de soort is voor het eerst geldig gepubliceerd in 1879 door Georg Ossian Sars.
Bythocaris leucopis is een grote soort, bijna tien centimeter lang, en rozerood gekleurd. Ze werd op grote diepte (1110 vadems, ongeveer 2000 meter) verzameld tijdens de Noorse expeditie van 1876-1878 naar het Arctisch gebied, tussen Jan Mayen en Finnmark. En Robert Collett vond bij het beschrijven van de diepzeevis Rhodichthys regina, gevangen tijdens dezelfde expeditie, de resten van twee specimens in die vis.